# 부이 나이프

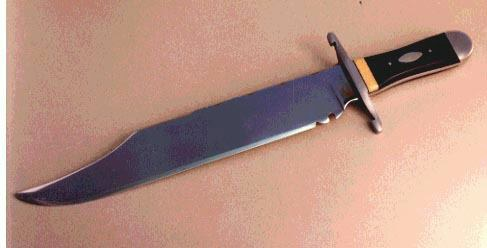
부이 나이프

부이 나이프(Bowie knife)는 길이 38 cm 정도의 사냥용 외날 단도이다. 19세기 초 텍사스의 제임스 부이 대령에 의해 유명해지게 되었다. 최초로 만든 것은 제임스 블랙이었고, 흔하게 사용되었지만, 단시 큰 강철칼로만 불렸다.
부이 나이프라고 알려진 것은 제임스 부이가 샌드바 싸움이라는 결투를 하는 동안, 사용했기 때문에 유명해졌다. 이 칼의 형태는 여전히 칼 수집가들에게 인기가 있으며, 여러 회사에서 제작하는 수백종의 제품과 변종들이 있다.

## 같이 보기
- 제임스 부이